# Домнино (Заокский район)
Домнино — село в Заокском районе Тульской области России.
В рамках административно-территориального устройства входит в Александровский сельский округ Заокского района, в рамках организации местного самоуправления включается в Демидовское сельское поселение.
Ранее находилось в Алексинском уезде Тульской губернии.
Вероятно, название получило от представителя древнего дворянского рода Домниных.

## География
Находится на речке Скнижка, в 1,5 км от железнодорожной платформы «132 км» Курского направления. На расстоянии 8 км расположены центральный посёлок Заокский и железнодорожная станция Тарусская, 35 км от Алексина, 53 км от Тулы, 121 км от Москвы.
Расстояние до аэропортов: 59 км до Тулы, 73 км до Калуги и 87 км до Домодедово.

## История
О первоначальном сосуществовании прихода, а также времени его образования разобранного в 1796 году деревянного храма, сведений не сохранилось. Какое употребление получил разобранный деревянный храм неизвестно, но на его месте был установлен памятник. Каменный храм в честь Рождества Христова с приделом в честь святого Николая Чудотворца, заложен 8 мая 1793 года, окончательно построен и освящён 24 июня 1796 года. Храм был построен и украшен на средства местного прихожанина премьер-майора, Николая Александровича Хитрово.
В состав прихода, кроме села входили: сельцо Недьяково, деревни Теряево и Дворики, с общим количеством прихожан в 1895 году 382 человека мужского пола и 396 женского. Позднее к приходу присоединено село Татарское. Штат церкви состоял из священника и псаломщика. Имелась церковная земля: усадебной 1 десятина, пахотной и луговой 34 десятины.
Помещиками села упомянуты: в 1727 году Хитрово Пётр Савич, в 1764 году Хитрово Александр Никитич, в 1780-х Хитрово Николай Александрович. В селе часто гостил у Н. А. Хитрово Болотов Андрей Тимофеевич, которых соединяла искренняя дружба.

## Население
| 1859 | 2002 | 2010 |
| ---- | ---- | ---- |
| 324  | ↘45  | ↗51  |

## Инфраструктура
К селу подходит асфальтовая дорога и автобусный маршрут к посёлку Заокский. В 1 км от села находится населённый пункт Домнинские дворы, через который проходит автобусный маршрут от метро Южная г. Москвы до Алексина.
В селе имеется школа, детский сад, магазины.